# Radu Sîrbu
Radu Sîrbu (n. 14 decembrie 1978, Peresecina, raionul Orhei, URSS), cunoscut și ca Radu Sârbu, RadU sau Picasso, este un cântăreț și producător muzical român, originar din Republica Moldova, care în prezent activează și locuiește la București. El a devenit cunoscut ca fiind membru al formației O-Zone.

## Biografie
Radu Sîrbu s-a născut la data de 14 decembrie 1978, în satul Peresecina, raionul Orhei, Uniunea Sovietică (astăzi în Republica Moldova), în familia lui Gheorghe Costin și Eugenia Stratan. Mama, educatoare și tatăl lucrător în domeniul culturii, în satul Peresecina, din raionul Orhei. Numele de Sîrbu l-a preluat de la tatăl vitreg, Alexei Sîrbu, fost pilot. A rămas să locuiască alături de mamă, mutându-se în orașul Orhei. Talentul muzical l-a moștenit de la tatăl său, Gheorghe Costin, care avea și el o voce unică și îl admira în mod deosebit pe Dan Spătaru. Interpreta într-un mod unic melodia acestuia, "Drumurile noastre". 
Radu Sîrbu și-a început cariera muzicală în cadrul clubului artistic pentru copii "Art-Show", din orașul Orhei. A urmat apoi studii muzicale în Chișinău, acolo unde s-a întâlnit și cu viitorii colegi din trupa O-Zone, Dan Bălan și Arsenie Todiraș.

## Albume

### Alone
1. Whap-Pa (3:26)
2. Perfect Body (3.16)
3. Tu Nu (3.30)
4. Ya Proshu (4.23)
5. Zâmbești cu mine (împreună cu Anastasia-Dalia) (3.29)
6. Fly (3.58)
7. Sună Seara (3.22)
8. Leave Me Alone (4.30)
9. Whap-Pa (English version) (3.29)
10. Whap-Pa (RMX Radu) (3.35)
11. Doi Străini (3:51)

### Heartbeat
1. Heartbeat
2. Love Is Not A Reason To Cry
3. Stop Hating Me
4. Doare
5. Don't Be Afraid
6. Nu uita
7. She Is The Best Song I Ever Wrote
8. Iubirea ca un drog
9. Daun-Daha (Save My Life)
10. It's Too Late
11. Monalisa
12. Love Is Not A Reason To Cry - club remix
13. Love Is Not A Reason To Cry - radio remix

## Single-uri
- "Mix Dojdi", 1995
- "Dulce" (împreună cu DJ Mahay), 2005
- "Whap-Pa", 2006
- "Doi străini", 2006
- "July" (împreună cu Arsenium, 2007
- "Iubirea ca un drog", 2007
- "Daun Daha", 2007
- "Love Is Not A Reason To Cry", martie 2008
- "In One" , 2008
- "Emotion" (feat. Sianna), 2011
- "Broken Heart" (feat. Sianna) , 2012
- "Rain Falling Down" (feat. Sianna) , 2013